# باري هوارد
باري هوارد (بالإنجليزية: Barry Howard)‏ (9 فبراير 1950 في المملكة المتحدة - ) هو لاعب كرة قدم بريطاني في مركز الهجوم. لعب مع ستوكبورت كونتي ونادي هايد إف سي وأشتون يونايتد ونادي ويتون ألبيون ونادي ألترينتشام ونادي رانكورن هالتون وDroylsden F.C. ‏.

## وصلات خارجية
- باري هوارد على موقع قاعدة بيانات كرة القدم.إي يو (الإنجليزية)